# 宮城野区
宮城野区（みやぎのく）は、仙台市を構成する5行政区のうちのひとつ。

## 地理

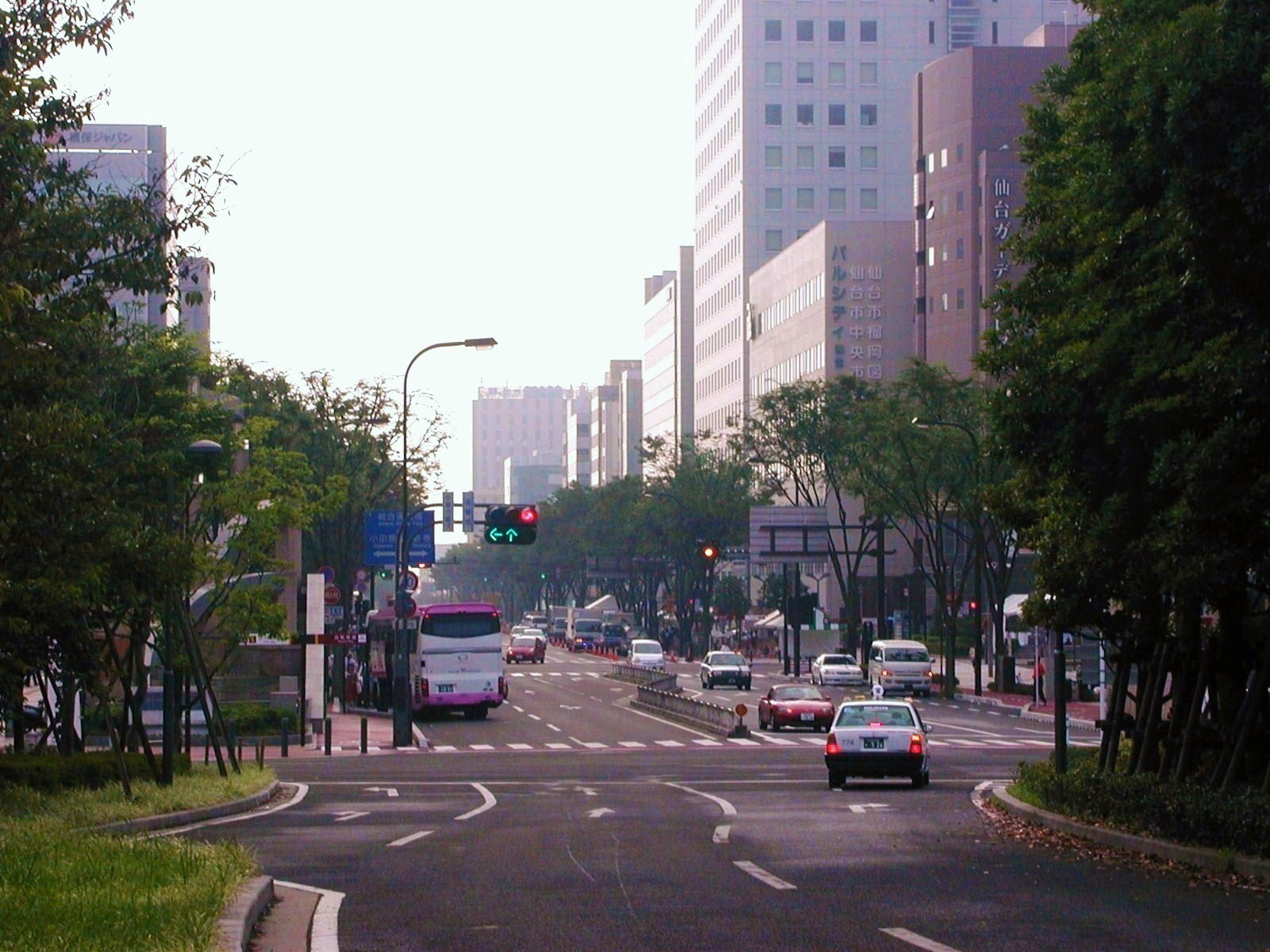
仙台駅東側の宮城野通。

宮城野区は仙台市の北東部にあり、同市の青葉区、若林区、泉区、多賀城市、七ヶ浜町、利府町、富谷市と隣り合っている。宮城野区内の大半は平野であり、そのうち西側は洪積台地で、東側は沖積平野である。北西部の丘陵地は台原・小田原丘陵と呼ばれ、標高が高い。この丘陵には与兵衛沼などいくつかの用水池が点在する。また、区の北側の岩切地区には松島丘陵の南端が迫っている。ここには岩切城跡や古い寺社などの歴史的施設が集中し、また丘陵の一部が県民の森として整備されている。
区の南西部はかつての仙台城の城下町の範囲であり、現在では仙台駅の東口に当たる。城下町の範囲からは外れるが、仙台駅から東方向には宮城野原公園総合運動場がある。この辺りは、古来より歌に詠まれ、区の名称の由来ともなった宮城野と比定されるところであり、プロ野球チームの東北楽天ゴールデンイーグルスの本拠地である宮城球場（楽天モバイルパーク宮城）がここにある。また、仙台を南西から北東にかけて横断する長町-利府線断層帯は、榴岡公園と宮城野原の間の地形に見ることができる。宮城野原の北側の原町地域は、江戸時代に宿場として発展したところであり、宮城野区役所はここに置かれている。
区の東側は太平洋の仙台湾に面している。ここに仙台港があり、その後背地には仙台うみの杜水族館などがある。区内の主な川として七北田川と、その支流である梅田川がある。七北田川の河口には南側から貞山運河が接続し、また河口北側の蒲生干潟は鳥類や植物群落が集まる場所である。七北田川の周囲には自然堤防が形作られていて、ここには古い時期から集落が存在した。同様に、海岸付近に発達した浜堤にも古くから人々が住んでいた。
国道4号仙台バイパスと国道45号の沿道には流通団地、工業団地がある。ここは高度経済成長の時代に水田からひらかれたが、地下水のくみ上げと盛り土の重量が地盤沈下を引き起こし、宮城県沖地震の際には液状化が起こった。

## 歴史

### 行政区域の変遷
宮城野区が設けられる以前にこの地域が一つのまとまりとされたことはなかった。1989年（平成元年）、仙台市が政令指定都市になるに際し、北東部を分割して設けたのが宮城野区である。区名は水田開発以前にこのあたり一帯の原野を指して呼んだ名称であり、また古来よりの歌枕でもある「宮城野」に由来する。区名選定の公募1位が港区、3位が東区、4位が萩区であった。他都市にある区名や方位をとらないことを方針とした仙台市区名選定委員会により、宮城野が選ばれた。
江戸時代、現在の宮城野区に当たる地域の西端は仙台城の城下町で、この外には南目村、苦竹村、小田原村、小鶴村、燕沢村、鶴ケ谷村、岩切村、蒲生村、中野村、福室村、田子村、岡田村があった。明治時代には、町村制のもとで、南目村、苦竹村、小田原村の合併で原町が、小鶴村、燕沢村、鶴ケ谷村、岩切村の合併で岩切村が、蒲生村、中野村、福室村、田子村、岡田村の合併で高砂村がそれぞれ誕生した。原町は1928年（昭和3年）に、岩切村と高砂村は1941年（昭和16年）に仙台市に吸収合併された。これらの地区が宮城野区となるが、旧原町地域の一部は青葉区、若林区となった。

### 先史時代から中世まで
現在の宮城野区の地域で見つかっている最古の遺跡は縄文時代のものである。鶴ケ谷の菖蒲沢遺跡、燕沢の燕沢遺跡、岩切の山崎囲遺跡、仙台港近くの沼向遺跡などがそれである。縄文時代には縄文海進と呼ばれる海水面の上昇があり、当時の海岸線は現在のそれより内陸側にあったと見られている。燕沢遺跡と沼向遺跡には、弥生時代の人々の活動も認められる。古墳時代には多数の横穴墓が造られた。その例として、燕沢の善応寺横穴墓群、岩切の東光寺横穴墓群などが知られる。また、東仙台付近の丘陵地に須恵器を生産した窯跡群が発見されている。これは台原・小田原窯跡群と呼ばれている。中でも大連寺窯跡は早い時期に須恵器を生産していた窯跡として注目された。これらの窯跡群は古墳時代から奈良時代、平安時代にかけて利用された。
平安時代の869年（貞観11年）に起こった貞観地震では、津波によって沿岸部が広く浸水した。沼向遺跡の人々の活動痕跡はこの時に一度途絶えている。また、『和名類聚抄』には、宮城郡余戸郷、宮城郷が見られる。余戸郷は現在の岩切字余目に比定される。宮城郷については、後の鎌倉時代に苦竹を宮城本郷としたという記録があることから、苦竹が宮城郷の中心地だったのかもしれないと推察されている。現在の蒲生、中野から多賀城市八幡にかけての地域には、八幡荘（やわたのしょう）と呼ばれる荘園があった。
古代の陸奥国府は多賀城だが、その行政府は10世紀以降に多賀国府として移ったとされる。多賀城から岩切にかけての地域が多賀国府と称されたと考えられているが、その中心地ははっきりとはわかっていない。ただ、この多賀国府は府中と称される都市的な広がりを持っていたとされる。七北田川と幹線道路の奥大道が交わる岩切は交通の要衝であり、現在の岩切大橋付近に河原宿市場があったと考えられている。岩切では中世前期の遺構や遺物が多く見つかっている。陸奥国留守職に任じられ、岩切一帯に所領を持ったのが伊沢家景で、その子孫が留守氏を名乗るようになった。
南北朝時代の1351年（観応2年・正平6年）には、足利尊氏とその弟直義が争った観応の擾乱の影響から、それぞれに与した二人の奥州管領の畠山国氏と吉良貞家が争って、岩切城合戦が起こった。吉良勢に押し込まれた畠山側は岩切城などに立て籠もっていたが、最終的には岩切城は吉良勢によって落とされた。その後、奥州管領の斯波氏が奥州探題に任命され、斯波氏が加美郡や志田郡に本拠を置いたことにより、多賀国府は政治的な中心地ではなくなった。
留守氏は、岩切城合戦で敗者となり、その動静が一時不明となるものの、その後も存続した。留守氏は岩切城を居城としていたが、留守政景の時に利府城へ移った。岩切城の他に、現在の宮城野区内に当たる地域の中世期の城館として東光寺城、化粧坂城、小鶴城、南目城、笹森城などがあった。このうち、東光寺城、化粧坂城、小鶴城は留守氏の城館で、南目城と笹森城は国分氏の城館だった。留守氏と国分氏は共に伊達氏の影響を受けるようになり、留守氏が伊達氏の家臣として所領を移りながら存続した一方、国分盛重とその家臣の内紛の影響から国分領は伊達氏の直轄領とされ、領主としての国分氏は滅んだ。

### 近世から近代まで
戦国時代までは、幹線道路である東山道（奥大道、東街道）がこの地域を南北に通っていた。しかし、江戸時代になって仙台城とその城下町が建設されると、奥州街道は仙台城下を通るようになった。その一方で、仙台城下から塩竈や石巻方面に向かう道がつくられた。この街道につくられた宿場が原町宿である。原町宿は苦竹村と南目村にまたがる町場だった。寛文（1661年から1673年）の頃には、塩竈湾の牛生と七北田川河口の蒲生を結ぶ舟入堀と、鶴巻と苦竹を結ぶ舟曳堀がつくられた。これにより、舟入堀、七北田川、舟曳堀を経由することで、船荷が苦竹まで運ばれるようになった。米や木材がこの経路で城下まで運ばれたと考えられている。なおこの頃、七北田川は現在のそれに相当する河道に作り変えられたと考えられている。
岩切村と田子村には足軽町が形成された。岩切の足軽町は今市で、田子村のそれは福田町である。福田町については、もともと野谷地や荒廃地を開墾するために入植した農民が、悪地の開墾に難儀したために、その救済として藩直属の足軽に取り立てられたものである。福田町は、福室村と田子村それぞれから一文字ずつ取られて名付けられた。今市と福田町の足軽は共に、仙台城下で出火した際に消火に従事したという。また、船荷の流通経路になった蒲生にも町場が形成された。新田開発は、平野部の村々で特に行われた。また、七北田川では川漁が、海浜地域では沿岸漁業が行われていた。
明治時代になると、町村制に基づき、1889年（明治22年）に自治体としての原町、岩切村、高砂村が成立した。この時、宮城郡内で町として成立したのは塩竈町と原町のみである。町役場のみならず宮城郡の郡役所や郵便局、小学校などの公的施設が置かれた原町は行政の拠点だった。岩切村の村役場は今市に、高砂村の村役場は福田町に置かれた。なお、仙台城城下町の範囲は仙台区を経て1889年（明治22年）に仙台市となった。
現在の東北本線の前身である日本鉄道は1887年（明治20年）に塩竈まで開通し、この翌年に岩切駅が開業した。現在の仙台市域内においては、仙台駅に次いで2番目の鉄道駅だった。東北本線の東仙台駅は信号所から昇格する形で1933年（昭和7年）に開業した。東仙台駅の開設に合わせて、駅周辺で土地区画整理事業が行われた。これは都市計画法に基づくものとしては、仙台市で初の事例だった。仙石線の前身である宮城電気鉄道は1925年（大正14年）に仙台駅から西塩釜駅まで開通した。以後に設置されたものを含めて、東七番丁駅、榴ケ岡駅、宮城野原駅、陸前原ノ町駅、新田駅、福田町駅、陸前高砂駅があった。
日中戦争のさ中の1941年（昭和16年）、原町苦竹に東京第一陸軍造兵廠仙台製造所が設置された。また、原町小田原にはその分工場がつくられた。これには、国策としての強制的な土地区画整理が伴った。仙台市東部の秩序ある発展のために、仙台市は「仙台市都市計画原町工業都市建設土地区画整理事業」を策定した。現在の宮城野区東仙台5丁目や平成1、2丁目は、この頃にそれぞれ案内住宅や原町住宅としてつくられた区画である。また、燕沢住宅も東京第一陸軍造兵廠の工員のためにつくられた。造兵廠の工員輸送のため、宮城電気鉄道で新田駅の廃止と苦竹駅の新設が行われた。

### 現代
戦後、東京第一陸軍造兵廠仙台製造所跡はアメリカ軍に接収され、アメリカ軍の第11空挺師団や第1騎兵師団がここに駐留した。このキャンプ地は1957年（昭和32年）にアメリカから日本へ返還された後、陸上自衛隊の仙台駐屯地となった。小田原にあった造兵廠の分工場跡地は工業用地となり、大蔵省専売局（専売公社を経て後に日本たばこ産業）の工場や、仙台市ガス局、その他企業の工場がここに進出した。
1964年（昭和39年）に仙台湾地域が国から新産業都市として指定されると、中野地区にその中心的な事業として仙台港が建設されることになった。仙台港は1967年（昭和42年）に着工され、1971年（昭和46年）に開港した。仙台港の建設により、赤松、北新田、沼向、追分の各集落は、原町小田原の安養寺や多賀城市笠神、利府町神谷沢などへ移転した。仙台港の周辺には、東北石油製油所や新仙台火力発電所、キリンビール仙台工場、その他企業の工場が進出して工業地帯となった。また、この仙台湾地域の新産業都市指定にあわせて、仙台市は市東部の苦竹、南目に流通団地や内陸工業地帯を整備することとし、土地区画整理事業に着手した。1969年（昭和44年）に自動車団地が完成し、その後に卸商団地やトラック団地、倉庫団地などができていった。田子と岡田にまたがる地域には東部工業団地が整備された。
住宅地の開発もいくつか行われた。鶴ケ谷団地は、1964年（昭和39年）に仙台市が事業の基本計画を決め、1967年（昭和42年）に造成開始、1968年（昭和43年）から分譲を開始したものである。当時としては、鶴ケ谷団地は大規模な開発団地だった。高砂地域では土地整理組合や民間の不動産業者により団地開発が行われた。昭和40年代から昭和50年代にかけて、福田町、中野、田子、出花、福室、白鳥で住宅団地が造成された。
仙台駅の東側は、戦中の仙台空襲の災禍を免れたため戦災復興の対象地域とならなかった。ここには戦前から残る古い建築物が建ち並び、「駅裏」とも呼ばれていた。しかし、東北新幹線の建設にあわせて、仙台駅東側の整備が行われることになり、仙台市による仙台駅東第一土地整理区画整理事業が1973年（昭和48年）に始まった。36メートルから50メートルの幅員を持つ都市計画道路の仙台駅宮城野原線が1982年（昭和57年）にほぼ完成し、これが宮城野通と名付けられた。また、鉄砲町と二十人町を中心とする地域では、1985年（昭和60年）より仙台駅東第二土地整理区画整理事業が行われた。こうした事業により、仙台駅東側には高層ビルが建設されるようになり、仙石線の地下化も行われて、街並みが一新した。

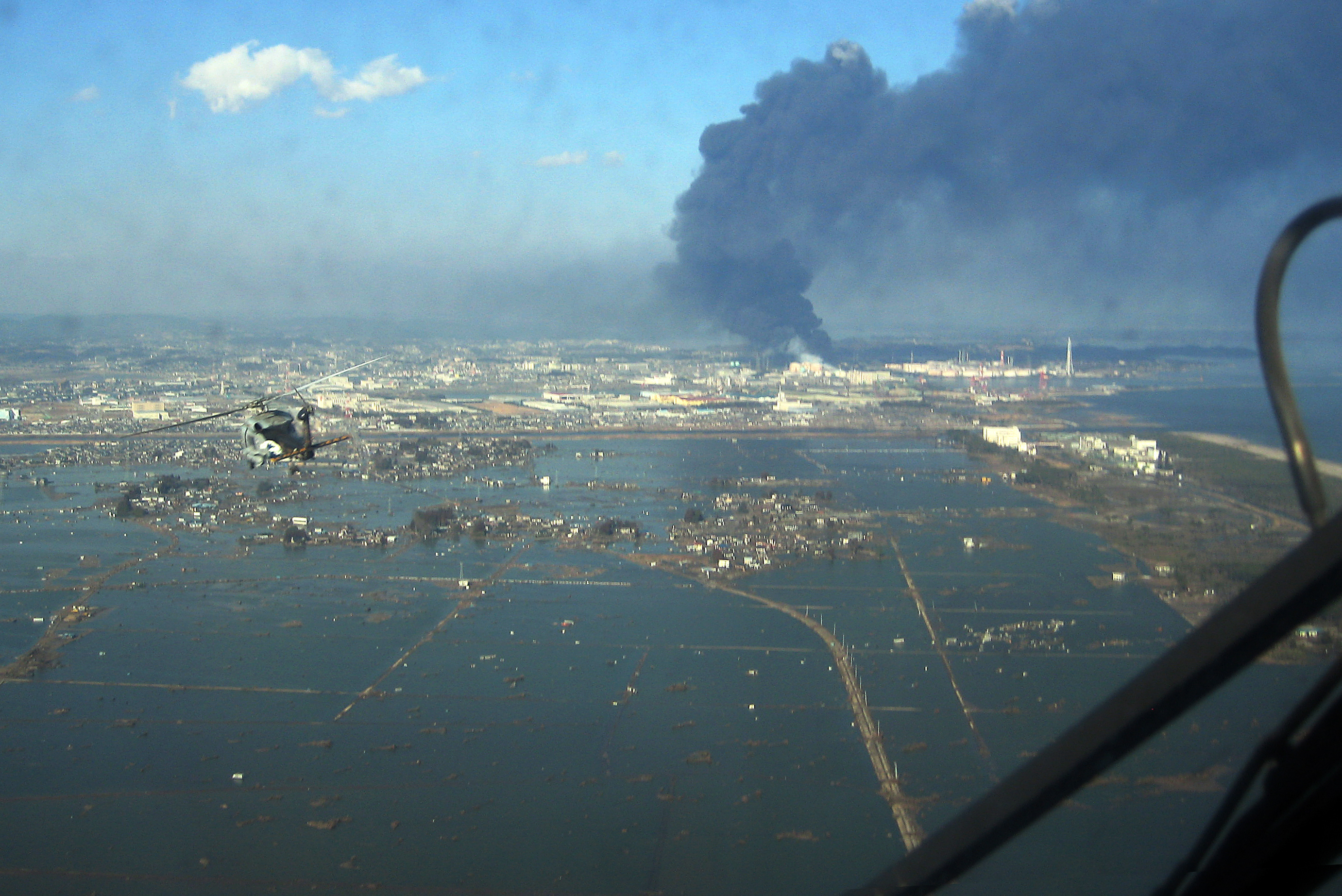
東北地方太平洋沖地震の津波で浸水した仙台港付近。

2011年（平成23年）3月11日の東北地方太平洋沖地震では、宮城野区の海岸地区が大津波によって特に被災した。蒲生干潟が破壊され、日本で最も低い山に認定されていた日和山が消滅し、人的被害もあった。なお日和山に関しては2014年（平成26年）に山として認定され、再び日本で最も低い山となった。

## 人口
- 1990年　172,718
- 1995年　176,827
- 2000年　178,780
- 2005年　182,678
- 2010年　190,473
- 2015年　194,825

## 経済

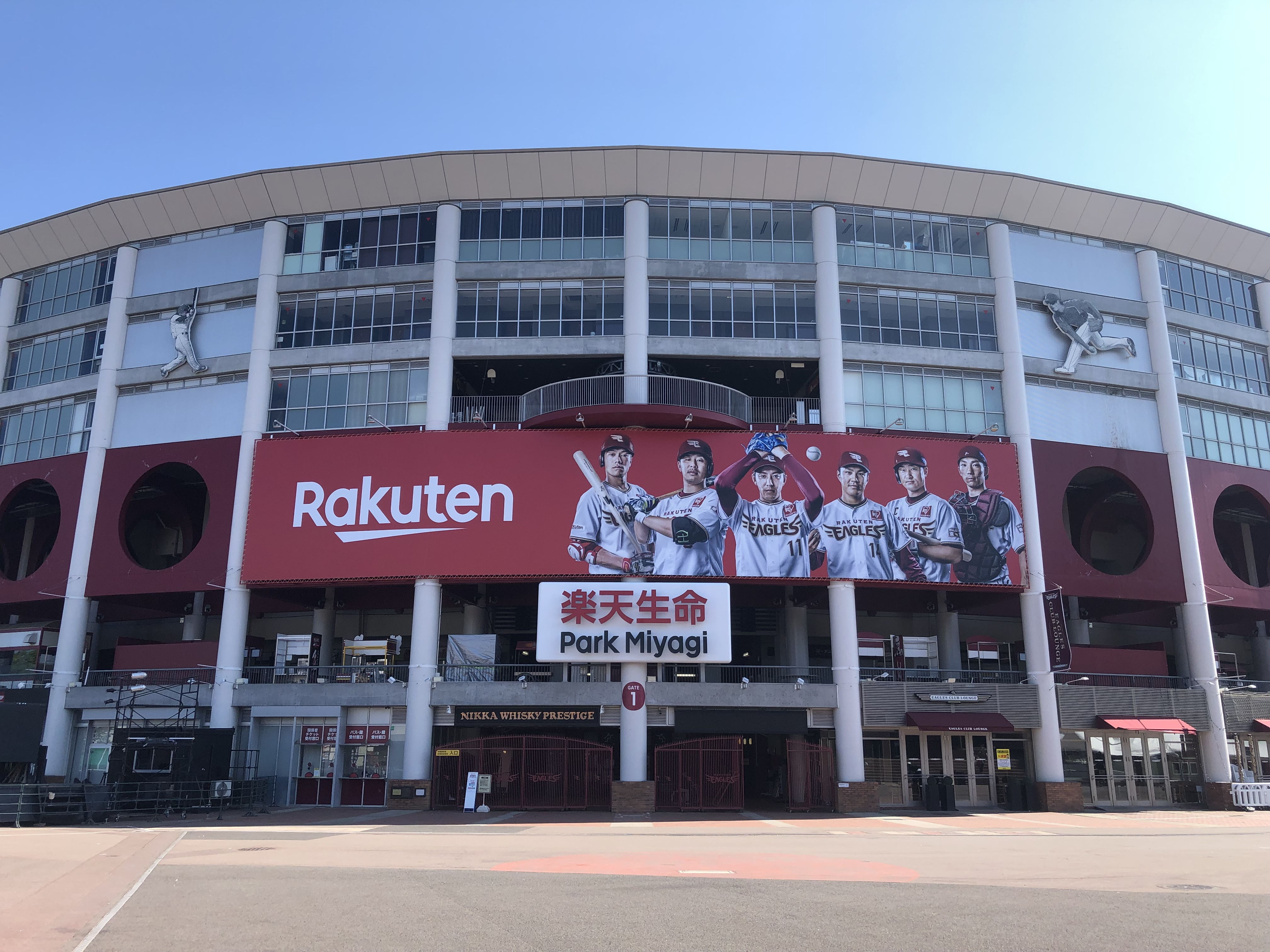
宮城球場（楽天生命パーク宮城）。

宮城野区内に存在する仙台港（仙台塩釜港仙台港区）、宮城野貨物駅、国道4号、国道45号や、隣接する若林区の中央卸売市場などによって物流の条件に恵まれており、扇町一帯は若林区卸町とともに流通業が集積している。なお、2005年に宮城野原公園総合運動場内にある宮城球場を本拠地とするプロ野球球団の東北楽天ゴールデンイーグルスが誕生したので プロ野球の興行に関連した経済効果が期待されている。
宮城野区のうち、国道4号から西側の地区には、工場敷地やJR東日本の社宅群があったため、これらの跡地利用によって郊外型大型店や公共施設の整備が進められている。
東北本線と仙石線が通っており交通の便が他の区より良い。それに伴って駅前が発展してきており、小鶴新田駅前や岩切駅前はここ数年で目覚しい発展がある。

### 郵便
- 仙台東郵便局（集配局・ゆうゆう窓口設置局、ゆうちょ銀行仙台東店併設） - 港五丁目を除く区内全域の集配を担当。港五丁目は塩釜郵便局が担当する。

- 仙台岩切郵便局
- 仙台岡田郵便局
- 仙台小田原郵便局
- 仙台蒲生郵便局
- 仙台国立病院前郵便局
- 仙台幸町郵便局

- 仙台栄郵便局
- 仙台新田郵便局
- 仙台自由ケ丘郵便局
- 仙台田子郵便局
- 仙台第三合同庁舎内郵便局
- 仙台榴ケ岡郵便局

- 仙台燕沢郵便局
- 仙台鶴ケ谷郵便局
- 仙台苦竹郵便局
- 仙台二十人町郵便局
- 仙台原町郵便局
- 仙台福田町郵便局

- 仙台福室郵便局
- 仙台宮城野郵便局
- 東仙台四郵便局
- メルパルク仙台郵便局
- JR仙台イーストゲートビル郵便局
- 今市簡易郵便局

### 金融機関
- 七十七銀行
- 仙台銀行
- 杜の都信用金庫
- 宮城第一信用金庫
- 仙台農業協同組合…当区内に本店を置く。
- 東邦銀行仙台東支店
- きらやか銀行弓の町支店
- 北日本銀行原町支店
- 仙南信用金庫原町支店(本店は白石市)
- ゆうちょ銀行仙台東店

## 教育

### 大学
- 東北医科薬科大学みやぎのキャンパス
- 東北福祉大学仙台駅東口キャンパス

### 高等学校
- 東北学院高等学校（中高併設）

### 中学校
- 東北学院中学校（中高併設）

### 特別支援学校
- 仙台市立鶴谷特別支援学校
- いずみ高等支援学校

## 名所・旧跡・観光スポット・祭事・催事
- 苦竹のイチョウ（天然記念物）[42][43]
- 燕沢碑
- 岩切城（高森城）跡
- 榴岡公園
- 県民の森
- 仙台市歴史民俗資料館[44]
- 仙台うみの杜水族館

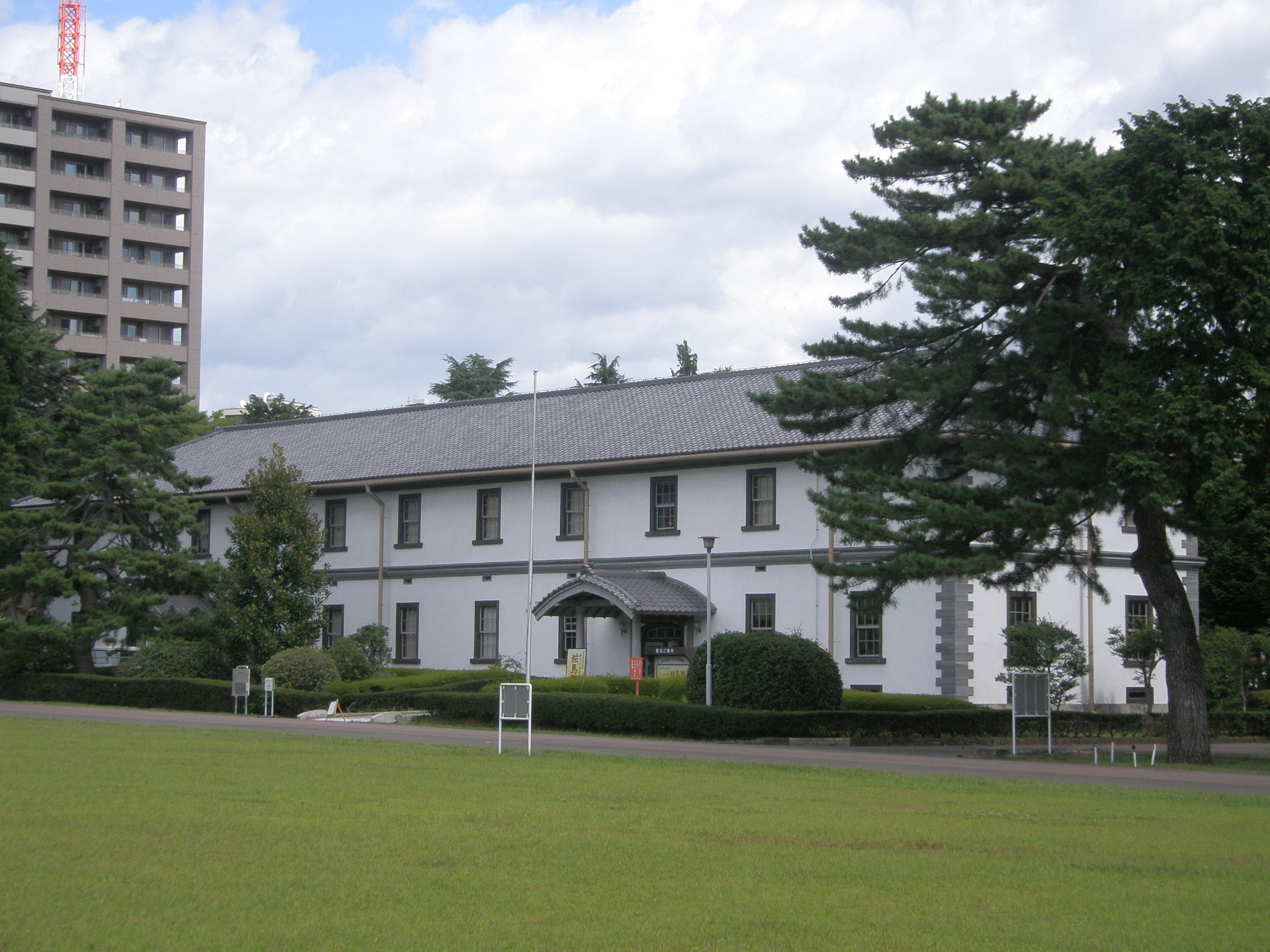
榴岡公園内に建つ仙台市歴史民俗資料館

- 仙台市新田東総合運動場（元気フィールド仙台）
  - 仙台市民球場
- 宮城野原公園総合運動場
  - 宮城球場（楽天モバイルパーク宮城。東北楽天ゴールデンイーグルス本拠地）
  - 仙台市陸上競技場（弘進ゴム アスリートパーク仙台、旧宮城陸上競技場）
- 仙台サンプラザ

## 交通

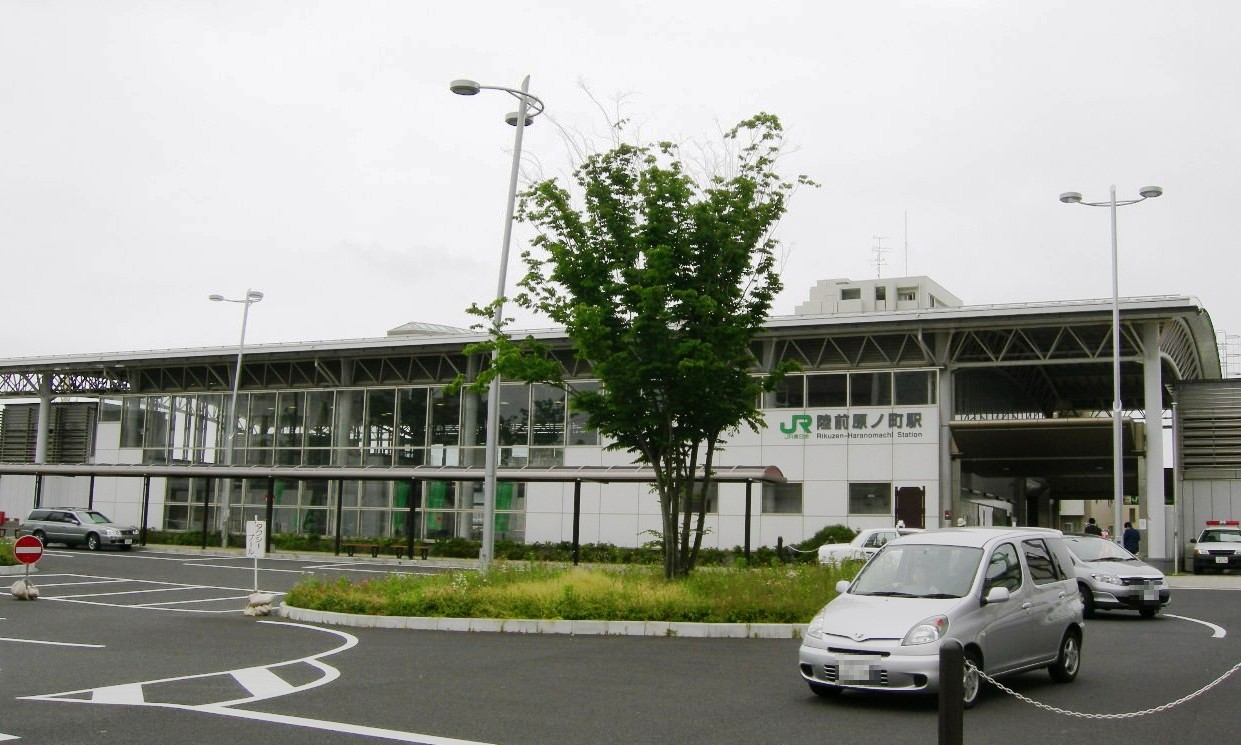
陸前原ノ町駅の駅舎。

### 鉄道
中心となる駅：陸前原ノ町駅、 仙台駅
- 東日本旅客鉄道（JR東日本）
  - ■ 東北本線（ - 東仙台駅 - 岩切駅 - ）
  - ■ 仙石線（ - 仙台駅 - 榴ケ岡駅 - 宮城野原駅 - 陸前原ノ町駅 - 苦竹駅 - 小鶴新田駅 - 福田町駅 - 陸前高砂駅 - 中野栄駅 - ）

その他、東北新幹線が仙台駅 - 古川駅間で、仙山線が仙台駅 - 東照宮駅間でそれぞれ当区内を通過する。
- 仙台市地下鉄（仙台市交通局）
  - ■ 東西線（ - 宮城野通駅 - ）
- 日本貨物鉄道（JR貨物）
  - 東北本線宮城野貨物支線（ - 仙台貨物ターミナル駅 - 東仙台駅）
- 仙台臨海鉄道
  - 臨海本線（ - 仙台港駅 - 仙台北港駅）
  - 仙台埠頭線（仙台港駅 - 仙台埠頭駅）
  - 仙台西港線（仙台港駅 - 仙台西港駅）

### バス
- 仙台市営バス（仙台市交通局）
- 宮城交通
- 利府町民バス
- ミヤコーバス（荒井多賀城線のみ）
- 多賀城西部線[45]

このほか、JRバス東北を中心とした高速バスが仙台駅東口バスプールから発着するほか、旧ツアーバスも宮城野区内から発着する。

### 乗り合いタクシー
- 「のりあい・つばめ」　燕沢地区を運行

### 港湾

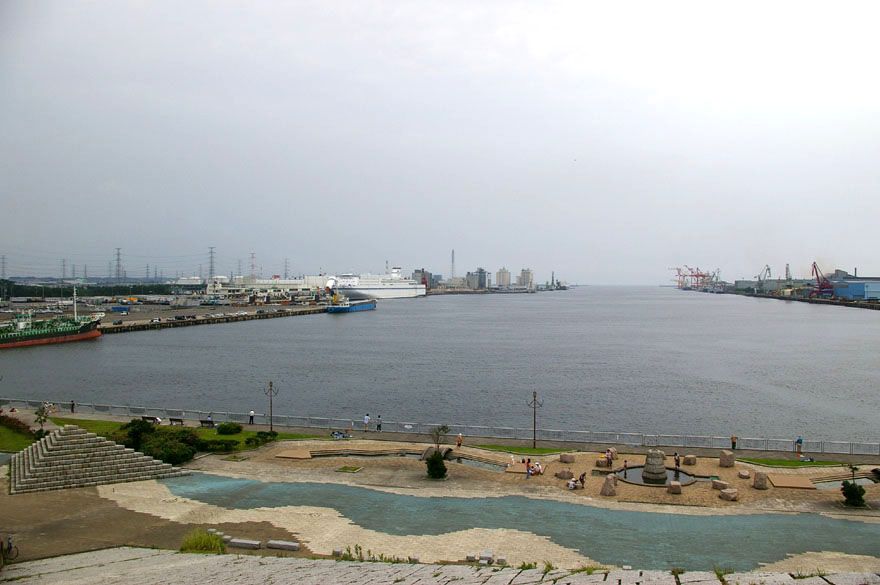
仙台港。

- 仙台港（仙台塩釜港仙台港区）：苫小牧航路および名古屋航路の長距離フェリーが発着する。

### 道路
- 高速道路
  - E6 仙台東部道路[注 5]： - 仙台港IC - 仙台港北IC
  - E45 三陸自動車道[注 5]：仙台港北IC -
- 一般国道
  - 国道4号（仙台バイパス）
  - 国道45号
- 県道
  - 宮城県道8号仙台松島線
  - 宮城県道10号塩釜亘理線
  - 宮城県道23号仙台塩釜線
  - 宮城県道35号泉塩釜線
  - 宮城県道138号原町停車場線
  - 宮城県道270号利府岩切停車場線

## 出身人物
- あうら聖児 - 漫画家
- 稲垣潤一 - 歌手
- 清貴 - 歌手
- 石垣のりこ- 政治家
- 榊原光裕 - ピアニスト
- 佐藤真哉 - プロバスケットボール選手（仙台89ers所属）
- たこ八郎 - コメディアン、俳優
- 大戸平廣吉 - 大相撲力士
- 澤蘭子 - 女優